# Dmitrij Golicyn (1735–1803)
Dmitrij Aleksiejewicz Golicyn (ros. Дмитрий Алексеевич Голицын, ur. 1735, zm. 1803 w Brunszwiku) – rosyjski dyplomata z książęcego rodu Golicynów.
Ambasador Rosji w Londynie (1761), Paryżu (1765) i Hadze (1769). Był przez krótki czas ministrem rządu Elektoratu Bawarii. Bardzo bliski przyjaciel Voltaire'a i dość bliski przyjaciel Diderota. Był członkiem wielu akademii naukowych w Europie. W Paryżu w marcu 1766 poznał go polski poseł Feliks Franciszek Łoyko.
Był człowiekiem oświeconym i autorem prac z dziedziny ekonomii.
Rzeźbiarz Houdon w roku 1773 wyrzeźbił jego popiersie.

## Prace
- L'Esprit des économistes Ii tomy (wydane: 1796 i 1798)
- Description de la Tauride (1788).